# Boris Dallo
Boris Omer Dallo (* 12. März 1994 in Nantes) ist ein französischer Basketballspieler.

## Laufbahn
Dallo spielte zunächst in der Jugend des Vereins Hermine Nantes Basket. Er beendete 2012 seine Ausbildung am französischen Leistungsstützpunkt INSEP und wechselte zum Erstligisten Poitiers Basket 86.
Von 2013 bis 2015 stand Dallo bei KK Partizan Belgrad in Serbien unter Vertrag. 2014 gewann er mit Partizan die serbische Meisterschaft. In der Saison 2013/14 bestritt der Franzose mit Belgrad ebenfalls 22 EuroLeague-Spiele. Im Sommer 2015 kehrte er mit seinem Wechsel zu Olympique d’Antibes nach Frankreich zurück. Im Oktober 2016 sicherten sich die Long Island Nets aus der nordamerikanischen NBA D-League die Rechte an Dallo, Dallo bestritt in der Saison 2016/17 insgesamt 46 Spiele für Long Island, in denen er im Mittel 7,9 Punkte, 4,3 Rebounds sowie 3,9 Vorlagen je Begegnung erzielte.
Er spielte rund zwei Jahre in Griechenland, ehe er im Mai 2019 zu SLUC Nancy Basket wechselte, um dort die Saison 2018/19 abzuschließen. In der Sommerpause 2019 wurde Dallo von SIG Straßburg verpflichtet. Über ESSM Le Portel kehrte Dallo 2021 in die Nähe seiner Heimatstadt Nantes zurück, als er von Cholet Basket unter Vertrag genommen wurde. In Cholet war er Mannschaftskapitän.
Anfang Juli 2023 wurde er von ASVEL Lyon-Villeurbanne als Neuzugang vorgestellt. Dort kam er kaum zum Zuge und wechselte im Februar 2024 nach Straßburg zurück. Im November 2024 wurde Dallo von Cholet Basket verpflichtet, um den verletzten US-Amerikaner T.J. Campbell während dessen Abwesenheit zu ersetzen. Dallo bestritt im Februar 2025 ein Probetraining bei SLUC Nancy Basket, wurde aber nicht unter Vertrag genommen.
Ende März 2025 nahm er ein Angebot des spanischen Zweitligisten Betis Sevilla an. Am Ende der Saison 2024/25 schaffte er mit Betis den Erstligaaufstieg.

### Nationalmannschaft
Dallo nahm mit den französischen Jugendnationalmannschaften an den U16-Europameisterschaften 2009 und 2010, an den U18-Europameisterschaften 2011 und 2012 sowie den U20-Europameisterschaften 2013 und 2014 teil.